# Suoni puri dalla libertà
Suoni puri dalla libertà è l'EP d'esordio del gruppo hardcore punk emiliano Stigmathe.

## Tracce
1. Suoni puri dalla libertà
2. Corri e sopravvivi
3. Italia brucia